# Badminton-Weltmeisterschaft für Behinderte 2024
Die Badminton-Weltmeisterschaft für Behinderte 2024 fand vom 20. bis zum 25. Februar 2024 in Pattaya statt.

## Medaillengewinner

### Herren
| Disziplin | Gold                      | Silber           | Bronze         |
| --------- | ------------------------- | ---------------- | -------------- |
| SH6       | Krishna Nagar             | Lin Naili        | Vitor Tavares  |
| SH6       | Krishna Nagar             | Lin Naili        | Charles Noakes |
| SL3       | Pramod Bhagat             | Daniel Bethell   | Manoj Sarkar   |
| SL3       | Pramod Bhagat             | Daniel Bethell   | Nitesh Kumar   |
| SL4       | Suhas Lalinakere Yathiraj | Fredy Setiawan   | Lucas Mazur    |
| SL4       | Suhas Lalinakere Yathiraj | Fredy Setiawan   | Sukant Kadam   |
| SU5       | Cheah Liek Hou            | Dheva Anrimusthi | Taiyo Imai     |
| SU5       | Cheah Liek Hou            | Dheva Anrimusthi | Fang Jen-yu    |
| WH1       | Qu Zimao                  | Choi Jung-man    | Yang Tong      |
| WH1       | Qu Zimao                  | Choi Jung-man    | Jeong Jae-gun  |
| WH2       | Daiki Kajiwara            | Yu Soo-young     | Mai Jianpeng   |
| WH2       | Daiki Kajiwara            | Yu Soo-young     | Kim Jung-jun   |

Doppel
| Disziplin | Gold                                    | Silber                                   | Bronze                                            |
| --------- | --------------------------------------- | ---------------------------------------- | ------------------------------------------------- |
| SH6       | Lin Naili Zeng Qingtao                  | Chu Man Kai Wong Chun Yim                | Nilton Quispe Hector Jesus Salva Tonque           |
| SH6       | Lin Naili Zeng Qingtao                  | Chu Man Kai Wong Chun Yim                | Miles Krajewski Vitor Tavares                     |
| SL3–SL4   | Dwiyoko Fredy Setiawan                  | Monkhon Bunsun Siripong Teamarrom        | Pramod Bhagat Sukant Kadam                        |
| SL3–SL4   | Dwiyoko Fredy Setiawan                  | Monkhon Bunsun Siripong Teamarrom        | Nehal Gupta Naveen Sivakumar                      |
| SU5       | Cheah Liek Hou Mohamad Faris Ahmad Azri | Chirag Baretha Raj Kumar                 | Dheva Anrimusthi Hafizh Briliansyah Prawiranegara |
| SU5       | Cheah Liek Hou Mohamad Faris Ahmad Azri | Chirag Baretha Raj Kumar                 | Li Mingpan Shi Shengzhuo                          |
| WH1–WH2   | Qu Zimao Mai Jianpeng                   | Noor Azwan Noorlan Mohammad Ikhwan Ramli | Jeong Jae-gun Choi Jung-man                       |
| WH1–WH2   | Qu Zimao Mai Jianpeng                   | Noor Azwan Noorlan Mohammad Ikhwan Ramli | Jakarin Homhual Dumnern Junthong                  |

### Damen
Einzel
| Disziplin | Gold         | Silber                   | Bronze                        |
| --------- | ------------ | ------------------------ | ----------------------------- |
| SH6       | Li Fengmei   | Lin Shuangbao            | Carmen Giuliana Póveda Flores |
| SH6       | Li Fengmei   | Lin Shuangbao            | Nithya Sre Sumathy Sivan      |
| SL3       | Zuxian Ziao  | Qonitah Ikhtiar Syakuroh | Manasi Girishchandra Joshi    |
| SL3       | Zuxian Ziao  | Qonitah Ikhtiar Syakuroh | Halime Yıldız                 |
| SL4       | Cheng Hefang | Leani Ratri Oktila       | Palak Kohli                   |
| SL4       | Cheng Hefang | Leani Ratri Oktila       | Helle Sofie Sagøy             |
| SU5       | Yang Qiuxia  | Manisha Ramadass         | Cathrine Rosengren            |
| SU5       | Yang Qiuxia  | Manisha Ramadass         | Maud Lefort                   |
| WH1       | Yin Menglu   | Sujirat Pookkham         | Sarina Satomi                 |
| WH1       | Yin Menglu   | Sujirat Pookkham         | Man-Kei To                    |
| WH2       | Liu Yutong   | Pilar Jáuregui           | Li Hongyan                    |
| WH2       | Liu Yutong   | Pilar Jáuregui           | Yuma Yamazaki                 |

Doppel
| Disziplin | Gold                                  | Silber                                            | Bronze                                                |
| --------- | ------------------------------------- | ------------------------------------------------- | ----------------------------------------------------- |
| SH6       | Lin Fengmei Li Shuangbao              | Nithya Sre Rachana Patel                          | Rubi Milagros Fernandez Vargas Giuliana Poveda Flores |
| SH6       | Lin Fengmei Li Shuangbao              | Nithya Sre Rachana Patel                          | Daria Bujnicka Oliwia Szmigiel                        |
| SL3–SU5   | Leani Ratri Oktila Khalimatus Sadiyah | Manasi Girishchandra Joshi Thulasimathi Murugesan | Mandeep Kaur Manisha Ramdass                          |
| SL3–SU5   | Leani Ratri Oktila Khalimatus Sadiyah | Manasi Girishchandra Joshi Thulasimathi Murugesan | Xiao Zuxian Yang Qiuxia                               |
| WH1–WH2   | Fan Chaoyue Li Hogyan                 | Liu Yutong Yin Menglu                             | Sujirat Pookkham Amnouy Wetwithan                     |
| WH1–WH2   | Fan Chaoyue Li Hogyan                 | Liu Yutong Yin Menglu                             | Sarina Satomi Yuma Yamazaki                           |

### Mixed
Doppel
| Disziplin | Gold                              | Silber                            | Bronze                          |
| --------- | --------------------------------- | --------------------------------- | ------------------------------- |
| SH6       | Lin Naili Li Fengmei              | Zeng Qingtao Lin Shuangbao        | Miles Krajewski Jayci Simon     |
| SH6       | Lin Naili Li Fengmei              | Zeng Qingtao Lin Shuangbao        | Natthapong Meechai Chai Saeyang |
| SL3-SU5   | Hikmat Ramdani Leani Ratri Oktila | Fredy Setiawan Khalimatus Sadiyah | Chirag Baretha Mandeep Kaur     |
| SL3-SU5   | Hikmat Ramdani Leani Ratri Oktila | Fredy Setiawan Khalimatus Sadiyah | Pramod Bhagat Manisha Ramdass   |
| WH1–WH2   | Qu Zimao Liu Yutong               | Yang Tong Li Hongyan              | Choi Jung-man Lee Sun-ae        |
| WH1–WH2   | Qu Zimao Liu Yutong               | Yang Tong Li Hongyan              | Yuri Ferrigno Pilar Jauregui    |